# Гампель-Брач
Гампель-Брач (нім. Gampel-Bratsch) — громада  в Швейцарії в кантоні Вале, округ Лойк.

## Географія
Громада розташована на відстані близько 75 км на південь від Берна, 31 км на схід від Сьйона.
Гампель-Брач має площу 23 км², з яких на 4,1% дозволяється будівництво (житлове та будівництво доріг), 28,8% використовуються в сільськогосподарських цілях, 39,3% зайнято лісами, 27,8% не є продуктивними (річки, льодовики або гори).

## Демографія
2019 року в громаді мешкало 1956 осіб (+2,5% порівняно з 2010 роком), іноземців було 12,5%. Густота населення становила 85 осіб/км².
За віковим діапазоном населення розподілялося таким чином: 17% — особи молодші 20 років, 60,5% — особи у віці 20—64 років, 22,5% — особи у віці 65 років та старші. Було 878 помешкань (у середньому 2,2 особи в помешканні).
Із загальної кількості 739 працюючих 89 було зайнятих в первинному секторі, 208 — в обробній промисловості, 442 — в галузі послуг.